# Лехчево
Лехчѐво е село в Северозападна България. То се намира в община Бойчиновци, област Монтана.  

## География
Селото се намира на левия бряг на река Огоста. Отдалечено е на 34 километра от градовете Монтана и Бяла Слатина и на 45 километра от градовете Враца, Лом и Оряхово и на 20 км от Бойчиновци.
Преобладаващите ветрове са западни. Често явление са гръмотевичните бури, понякога скоростта на вятъра достига 25 метра в секунда. Основните култури, които се отглеждат са пшеница, царевица, ечемик, овес, слънчоглед, както и много зеленчуци.

## История
На югоизток от с. Лехчево в местността „Рибине“, където тече р. Рибине, се намира местността „Цар Константин“. Тя представлява от три страни отвесно отсечена скала висока около 60 м, повърхността на която е равна и заема площ от 8 до 10 декара. В района Калето, на южната отвесна стена на скалата се намира „Царската дупка“. Тя представлява издълбано в скалата елипсовидно помещение, широко около 4 м, дълбоко 3 м и високо 2,5 м. В дъното на това помещение се е намирало издялано каменно легло.
Извън укрепената местност Калето, около 100 м на юг се намира входа на „Мечата дупка“. Това е една тясна пещера, която е дълга около 21 км. На повърхността на терена в началото на „Мечата дупка“ са разкрити амфитеатрално изрязани в полукръг три, четири редици столове в меката каменна стена, наричани „Берберските столове“. От това място се разкрива гледка към долината на р. Рибине. На отсрещния бряг в местността Рибине, на около 600 м от скалата „Цар Константин“, се намира оброк върху могила известна под името „Еленина могила“. При разкопки на могилата е намерен череп и останки от кости на закопан човек. Трупът е бил ограден с издялани камъни като наплати от колело на каруца. До черепа е намерен гердан от сребърни монети.
Доцент Румен Ковачев изследва тимарски регистри в Никополския санджак от 1483 – 1485 година. В оригиналните данъчни турски „дефтери“, съхранявани в Народна библиотека, се споменава името на населеното място с това име, заселено от население преместено от друго място. И старото селище (вероятно намиращо се някъде наблизо) и новообразуваното са подвластни на един турски първенец, който владее т.нар. тимар Ивраджа. Възможно е мястото около река Огоста по това време да не е било заселено и плодородната земя и изобилието на вода да е основната причина за създаването на новото селище, просъществувало и до днес с името си. Султанския описвач на имотите и населените места в османската империя е записал през 1483 година:
„Тимар на Хюсеин, гулями-и мир, сер-и аскер (главнокомандващ на спахийската войска Хюсеин) на Ивраджа. Владее го и участва във военните походи съгласно султански берат.

Село Лефчева, спадащо към Ивраджа. В този случай неговата рая се изсели и обитава место, наречено Огост: домакинства 63, неженени 5, мюсюлмани 1, приход 9266 (акчета).“ 
Този запис в официалния турски документ доста точно определя времето за заселване на селото край Огоста, и може да се предположи, че и до днес това местообитаване не е сменено.

## Религии
Християнство.

## Обществени институции
- Читалище Развитие

Читалище „Развитие“ – с. Лехчево е основано на 06.12.1911 г. от Петър Желязков от гр. Враца. През 1912 г. е изработен печат и е приет устав на читалището. През 1933 година се закупува парцел за строителство на читалищен дом. През 1944 г. в салона на читалището се открива първото кино във Фердинандска околия. Читалището е открито през 1956 г. и получава званието „Образцово“. Регистрирано е в Окръжен съд – Монтана като сдружение с нестопанска цел от 1997 г. Читалището разполага със салон с 350 места и Клуб на самодееца.
- Средно училище Св. св. Кирил и Методий[3]

## Редовни събития
- Събор на селото в последната неделя на август